# Use Your Illusion II
Use Your Illusion II (с англ. — «Используй Свою Иллюзию II») — четвёртый студийный альбом американской рок-группы Guns N’ Roses, вышедший в 1991 году, последний из двух альбомов, выпущенных в связи с туром Use Your Illusion Tour. Первый альбом вышел под названием Use Your Illusion I.

## Об альбоме
Диск был немного успешнее предшественника Use Your Illusion I. За первую неделю было продано 770 000 экземпляров, Use Your Illusion I — 685 000 за первую неделю.
Use Your Illusion II — более политический альбом, чем предшественники. Песни «Civil War», кавер-версия песни Боба Дилана «Knockin' on Heaven’s Door» и «Get in the Ring» тематизируют насилие, применение закона и предвзятость средств массовой информации. Тема наркотиков играет меньшую роль чем в предыдущих альбомах группы.
Если сравнивать данный альбом с его предшественником, то стиль его более спокойный, блюзовый, в то время как Use Your Illusion I записан в более яростной, металлической манере. Этим объясняется и разница цветов обложки — у Use Your Illusion I красная обложка, а у Use Your Illusion II — синяя (более умиротворяющий цвет).

## Обложка
Обе обложки сделал эстоно-американский художник Марк Костаби на основе картины Рафаэля Санти Афинская школа.

## Список композиций
| №                   | Название                                           | Автор(ы)                                     | Перевод             | Длительность |
| ------------------- | -------------------------------------------------- | -------------------------------------------- | ------------------- | ------------ |
| 1.                  | «Civil War»                                        | Слэш, Дафф Маккаган, Эксл Роуз               | Гражданская Война   | 7:36         |
| 2.                  | «14 Years»                                         | Иззи Стрэдлин, Роуз                          | 14 Лет              | 4:17         |
| 3.                  | «Yesterdays»                                       | Уэст Аркин, Дел Джеймс, Билли МакКлауд, Роуз | Вчерашние Дни       | 3:13         |
| 4.                  | «Knockin' on Heaven's Door» (Кавер на Боба Дилана) | Боб Дилан                                    | Стучусь в Дверь Рая | 5:36         |
| Общая длительность: | Общая длительность:                                | Общая длительность:                          | Общая длительность: | 20:42        |

| №                   | Название            | Автор(ы)             | Перевод             | Длительность |
| ------------------- | ------------------- | -------------------- | ------------------- | ------------ |
| 5.                  | «Get in the Ring»   | Слэш, Маккаган, Роуз | Выходи на Ринг      | 5:29         |
| 6.                  | «Shotgun Blues»     | Роуз                 | Блюз Дробовика      | 3:23         |
| 7.                  | «Breakdown»         | Роуз                 | Разрушение          | 6:58         |
| Общая длительность: | Общая длительность: | Общая длительность:  | Общая длительность: | 15:50        |

| №                   | Название                                                | Автор(ы)            | Перевод                                                      | Длительность |
| ------------------- | ------------------------------------------------------- | ------------------- | ------------------------------------------------------------ | ------------ |
| 8.                  | «Pretty Tied Up» (The Perils of Rock n' Roll Decadence) | Стрэдлин            | Довольно Сильно Связан (Опасности Рок-н-Ролльного Декаданса) | 4:46         |
| 9.                  | «Locomotive» (Complicity)                               | Слэш, Роуз          | Локомотив (Соучастие)                                        | 8:42         |
| 10.                 | «So Fine»                                               | Маккаган            | Так Хорошо                                                   | 4:09         |
| Общая длительность: | Общая длительность:                                     | Общая длительность: | Общая длительность:                                          | 17:37        |

| №                   | Название                           | Автор(ы)            | Перевод               | Длительность |
| ------------------- | ---------------------------------- | ------------------- | --------------------- | ------------ |
| 11.                 | «Estranged»                        | Роуз                | Отчуждённый           | 9:20         |
| 12.                 | «You Could Be Mine»                | Стрэдлин, Роуз      | Ты Могла Бы Быть Моей | 5:48         |
| 13.                 | «Don't Cry» (альтернативный текст) | Стрэдлин, Роуз      | Не Плачь              | 4:42         |
| 14.                 | «My World»                         | Роуз                | Мой Мир               | 1:22         |
| Общая длительность: | Общая длительность:                | Общая длительность: | Общая длительность:   | 21:12        |

## Участники записи
Взято из примечаний на обложке альбома
Guns N' Roses
- Эксл Роуз — вокал (все песни, кроме 2), бэк-вокал (2 и 4), пианино (2, 3, 7 и 11), ритм-гитара (6), клавишные (14), драм-машина (14), звуковые эффекты (14)
- Слэш — соло- и ритм-гитары (все песни, кроме 14), акустическая гитара (1), банджо (7)
- Иззи Стрэдлин — ритм-гитара (2-5, 8, 10-13), соло-гитара (11), акустическая гитара (7), коралловый ситар (8), вокал (2), бэк-вокал (6, 12 и 13)
- Дафф Маккаган — бас-гитара (все песни, кроме 14), перкуссия (9), вокал (10), бэк-вокал (1, 5, 6 и 12)
- Мэтт Сорум — ударные (все песни, кроме 1 и 14), перкуссия (9 и 10), бэк-вокал (10)
- Диззи Рид — пианино (1, 5, 8 и 9), орган (2, 3), бэк-вокал (1)

Дополнительный персонал
- Стивен Адлер — ударные (1)
- The Waters — бэк-вокал (4)
- Говард Теман — пианино (10)
- Шэннон Хун — вокал (13)
- Иоганн Лэнгли — клавишные (14), драм-машина (14), звуковые эффекты (14)

| Производство - Майк Клинк — продюсер, звукорежиссёр - Билл Прайс — сведение - Джордж Марино — мастеринг - Джим Митчелл — дополнительный звукорежиссёр - Ассистенты звукорежиссёра: Эд Гудро, Джон Агуто, Майк Дуглас, Аллен Абрахамсон, Базз Бурроуз, Крис Пурам, Леон Ганадо, Джейсон Робертс, Тэлли Шервуд, Крейг Портелис, Л. Стю Янг - Дуг Голдстейн — персональный менеджмент - Том Зутаут — A&R координатор | Оформление - Эксл Роуз — арт-директор, дизайн - Слэш — арт-директор, дизайн - Кевин Рейган — арт-директор, дизайн - Венди Шерман — арт-директор - Марк Костаби — обложка - Роберт Джон — фотографии - Фото-коллаж: Роберт Джон, Джордж Чин, Джин Киркленд, Уильям Хеймс, Р. К. Слоун - Майк Стаггс — внутренняя иллюстрация ("Pretty Tied Up") - Р. К. Слоун — внутренняя иллюстрация ("Логотип Guns N' Roses") |

## Позиции в хит-парадах
Годовые чарты:
| Чарт (1991)                        | Позиция |
| ---------------------------------- | ------- |
| Великобритания (OCC)               | 38      |
| Новая Зеландия (Recorded Music NZ) | 16      |